# Domenico Cavagnari
Domenico Cavagnari (Gènova, 20 de juliol de 1876 - Roma, 2 de novembre de 1966) va ser un almirall italià.
Amb l'almirall Domenico Cavagnari, subsecretari d'estat des de 1933 i cap d'estat major a partir de 1934, la Regia Marina va arribar a la seva màxima expansió. Genovés, va ingressar a la Regia Marina a finals del segle xix i va participar en la guerra italo-turca i a la Primera Guerra Mundial va estar embarcat en un vaixell torpediner. Esdevenint almirall a la dècada del 1920, primer va comandar l'Acadèmia Naval i la 2a Divisió Naval, arribant aleshores al capdavant de l'armada l'any 1933. Va posar en marxa un programa de desenvolupament centrat sobretot en cuirassats i submarins, descuidant completament els portaavions i la formació d'una aviació naval embarcable, com va passar en canvi a la Royal Navy. Després d'entrar en guerra l'any 1940, a causa del greu revés durant la Nit de Tàrent, però en general a causa de la conducta passiva de la guerra naval, Mussolini el substituí per l'almirall Arturo Riccardi. Va morir a Roma el 1966.

## Biografia
Fill d'un farmacèutic, el novembre de 1889 ingressà a l'Acadèmia Naval de Livorno; el primer any va suspendre dues assignatures, però el 1895 va ser nomenat guardiamarina. El 1897 fou ascendit a sotstinent de navili i el 1900 a tinent de vaixell. Atesa la participació d'Itàlia en la repressió dels Bòxers, l'abril de 1903 va navegar amb el creuer blindat Vettor Pisani cap a la Xina. Un cop tornat a casa, va passar els anys 1906 i 1907 al iot del rei, un servei de gran prestigi per a un jove oficial. Cavagnari va participar en la campanya de Líbia de 1911 i la Primera Guerra Mundial a l'Adriàtic, on fou ascendit a capità de fragata per mèrits bèl·lics.
Des del novembre de 1922 fins al febrer de 1925 va ser cap de gabinet del ministre de Marina. Entre abril i setembre de 1925, com a capità de navili, va estar al comandament del "Grup Autònom d'Exploradors Lleugers" (compost pels tres nous exploradors de la classe Leone) durant un creuer pel mar del Nord i el mar Bàltic. De 1928 a 1929 va ser comandant de l'arsenal marítim militar de La Spezia. De 1929 a 1932 va ser comandant de l'Acadèmia Naval de Livorno i va treballar des de finals de la dècada de 1920 per fer l'Acadèmia més vinculada al règim.

### Cap d'Estat Major i Subsecretari de Marina
Va estar al capdavant de la 2a divisió naval de la 1a esquadra quan, el novembre de 1933, Mussolini el va nomenar subsecretari del  Ministeri de la Marina i poc després, després d'haver estat ascendit a almirall d'esquadra, va assumir també el càrrec de cap de personal de la marina. És a dir, va unir de facto a les seves mans tant la màxima responsabilitat militar, com a cap d'estat major, com la política, com a subsecretari del Ministeri de la Marina, confiada formalment pel mateix Benito Mussolini (com els ministeris de Guerra i Força Aèria).
En aquest càrrec va ser Cavagnari qui va preparar la Marina per a la Segona Guerra Mundial. És una opinió força compartida pels historiadors que la flota va afrontar la guerra sense un grau de preparació adequat. Tot i comptar amb una de les flotes submarines més grans del món (la segona només per darrere de la de la Unió Soviètica), i amb una gran flota de guerra (amb els flamants cuirassats classe Littorio de 40.000 t), no s'havien resolt alguns problemes estructurals, entre els quals cal assenyalar la manca de coordinació entre la Marina i l'Aeronautica, la manca de portaavions (només amb molt de retard s'inicià la construcció dels portaavions Aquila i Sparviero), que però no es van completar a temps per poder intervenir en el conflicte).
Cavagnari va tenir grans i serioses responsabilitats objectives en el fracàs d'Itàlia per desenvolupar i utilitzar tecnologies electròniques modernes, com el radar. Considerats per ell "dimonis", van donar un avantatge decisiu a la flota anglesa, sobretot en les batalles nocturnes. Aquestes eleccions seves van influir en el desenllaç del conflicte al mar d'una manera decididament negativa per a la Regia Marina. Definitivament era l'home equivocat en el moment equivocat i en el lloc equivocat. Tanmateix, va ser un dels almiralls preferits del règim i un dels almiralls que va assolir les posicions més properes a les posicions del feixisme.
Com a ministre de facto i el cap d'estat major va ser escollit per Mussolini quan, a mitjans dels anys trenta, el règim volia que els soldats fossin executors precisos de les directrius (cada cop més aventureres) de la política exterior feixista, d'una manera cada cop més acrítica. De fet, era un fidel partidari del feixisme, i fins i tot en el moment de la seva dimissió va rebre certificats d'estima del Duce. Com aquest últim, va ser famós per la seva meticulositat en la gestió del ministeri, així com per la seva atenció als factors morals, la forma i la imatge. A més, era decididament conservador, tant a nivell administratiu com estratègic, i partidari de la marina de grans vaixells, en contra de la idea de vaixells lleugers i d'escorta (així com de portaavions) que s'havia generalitzat en les aspiracions i planificació dels seus predecessors. Va ser, per tant, l'artífex d'un apaivagament de les doctrines estratègiques italianes sobre les posicions oficials del govern, no gaudint de l'afecte (i no permetent tampoc a nivell disciplinari) que els seus oficials, fins i tot en publicacions no oficials de la marina o en converses privades, expressessin crítiques a les orientacions militars i polítiques de la nació, la planificació estratègica, les polítiques industrials i de construcció naval, les aliances i el règim.
Un document important de la posició de l'almirall és la carta enviada per aquest el 15 de gener de 1935, reproduïda íntegrament per l'historiador Renzo De Felice,en la qual Cavagnari expressava el seu més ampli consentiment a l'empresa etíop ("o avui o mai"), tot remarcant la necessitat d'arribar a un acord preventiu amb Gran Bretanya, pel seu control sobre el Canal de Suez. Aquesta posició confirma l'orientació predominantment antifrancesa de la nostra Marina, que a la inversa mostrava la voluntat constant d'evitar un enfrontament amb la flota britànica. Des de 1939 va ser membre de la Cambra de Fasci i les Corporacions durant la XXX legislatura, com a membre del govern.

### Segona Guerra Mundial
Cavagnari va informar Mussolini ja el març de 1940 l'escassa probabilitat de victòria de la Regia Marina a l'entrada d'Itàlia a la Segona Guerra Mundial, subratllant la perspectiva d'haver de mantenir una actitud defensiva en una guerra al mar. Arran dels primers fracassos de l'Armada en els primers mesos de la guerra a la batalla de Punta Stilo i sobretot amb l'atac britànic a la base naval de Tàrent, coneguda com a Notte di Taranto, l'almirall Cavagnari es va veure obligat a dimitir el 7 de desembre de 1940. El seu successor a Supermarina va ser l'almirall Arturo Riccardi.
Cavagnari va viure llavors pràcticament els anys de guerra com a pensionista. Després de la seva destitució del govern va ser nomenat president del Comitè d'Almiralls, però es va retirar poc després, a petició, del servei actiu. El 2 de maig de 1943 se li va confiar la investigació contra el general Carlo Geloso, acusat de corrupció i mala praxis durant la seva estada a Grècia, però l'afer va acabar sense res. Després de la caiguda del Duce el 25 de juliol de 1943 i l'armistici del 8 de setembre, es va mantenir allunyat de qualsevol polèmica política. El març de 1945 fou col·locat a la Reserva.
Va morir a Roma el 1966.

## Condecoracions
Gran oficial de l'orde militar de Savoia - 31 de juliol de 1939
 Cavaller de l'orde militar de Savoia - 24 de juliol de 1919
 Gran Oficial de l'orde de Sant Maurici i Sant Llàtzer - 31 de desembre de 1934
 Comanador de l'orde de Sant Maurici i Sant Llàtzer – 20 de juliol de 1925
 Oficial de l'orde de Sant Maurici i Sant Llàtzer - 19 de juny de 1924
 Gran oficial de l'orde de la Corona d'Itàlia – 25 d'octubre de 1931
 Medalla de Plata al Valor Militar (3 vegades)
 Medalla commemorativa de la Guerra Italo-Turca (1911-1912)
 Medalla commemorativa de la guerra 1915-1918
 Medalla commemorativa de la Unitat d'Itàlia
 Medalla commemorativa italiana de la Victòria de 1918